# Vnímání (Jan Šépka)

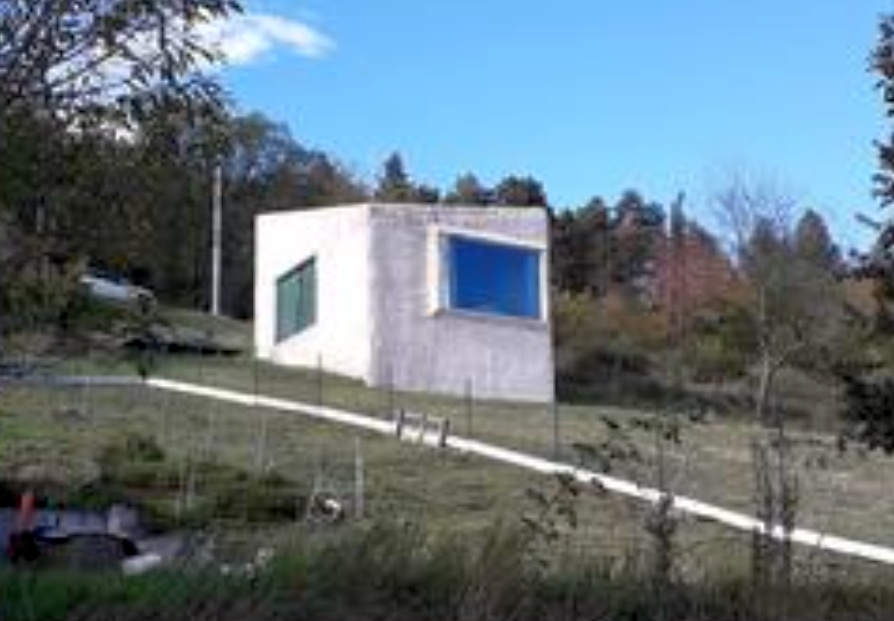
2000–2009: „Vila Hermína“, Černín

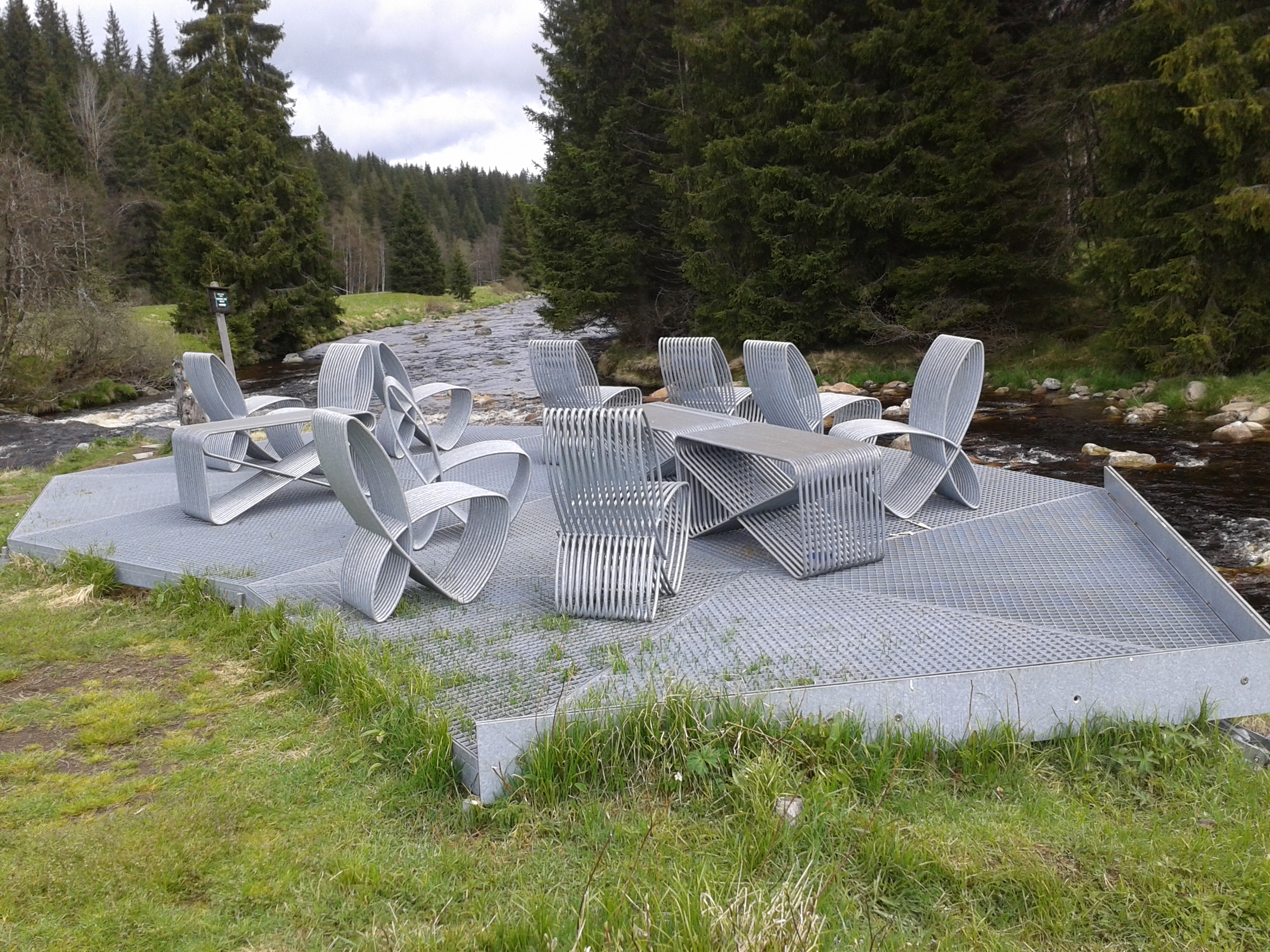
2009–2010: „Pokoj v krajině“, Modrava

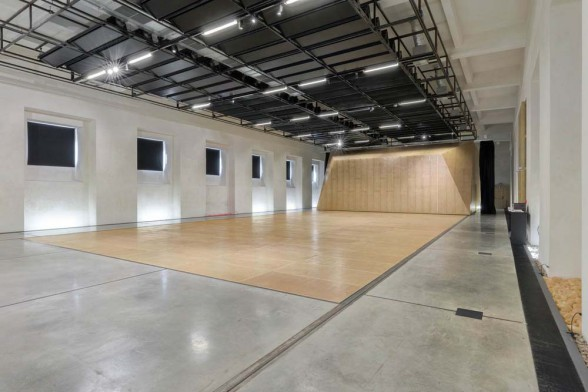
2011 – 2013: Jízdárna v Litomyšli

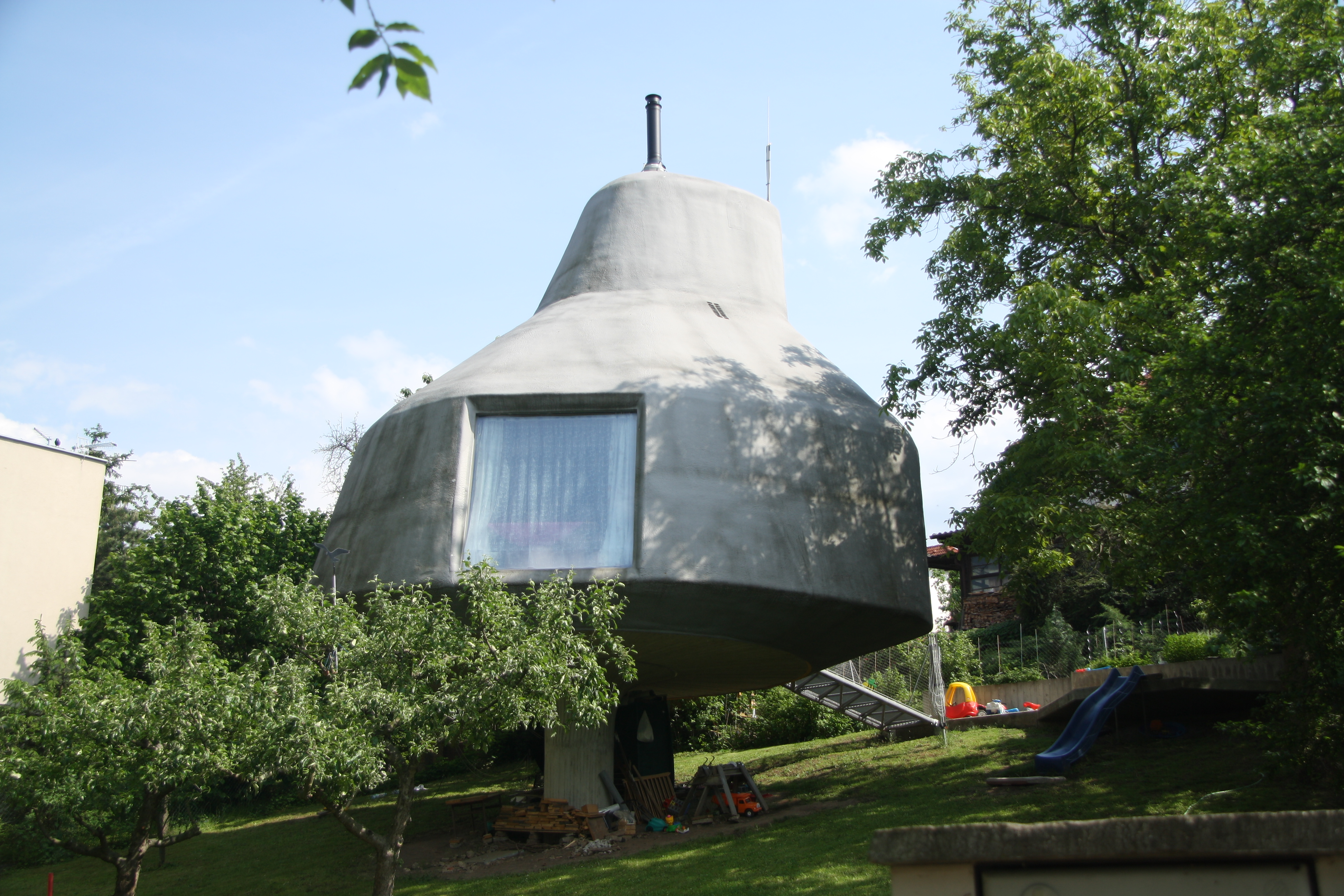
2016: „Dům v sadu“

Vnímání byla dočasná kontroverzní umělecká site-specific instalace realizovaná podle projektu českého architekta Jana Šépky na podzim 2016 v historickém jádru Českých Budějovicích na náměstí Přemysla Otakara II. kolem barokní Samsonovy kašny. Jednalo se o architektonicko–kulturní projekt „experimentálního typu“, jehož cílem bylo podnítit u široké veřejnosti debatu o otázkách mimoděčného vnímání / nevnímání nezpochybnitelně významných, dominantních uměleckých nebo kulturních památek v kontrastu s vnímáním / nevnímáním „objektů veřejnosti skrytých“ a to za současného hektického všednodenního koloběhu života.

## Podrobněji

### Ideové pozadí instalace
Šépkova instalace „Vnímání“ dala do souvislosti dvě entity:
- Na jedné straně barokní Samsonovu kašnu na náměstí Přemysla Otakara II. v Českých Budějovicích, která je jednou z největší svého druhu v České republice a zároveň představuje významnou památku a symbol Českých Budějovic.[1][3] Uměleckou kvalitou je tento objekt nezpochybnitelný a je nedílnou součástí historického centra města.[1][3] Nelze popřít, že tato kašna je jak historicky, tak i prostorově jednoznačně „ukotvena“.[1][3] Je ale tato veřejně vizuálně přístupná dominanta vnímána při každodenním průchodu kolem ní nebo je míjena veřejností aniž by kolemjdoucím vytanula na mysli její podstata a vztah k českobudějovickému náměstí?[1]
- Nepříliš vzdálené prostory prvního patra českobudějovického Domu umění jsou oproti kašně před zraky veřejnosti poněkud skryty a méně znalí návštěvníci Českých Budějovic galerii obtížněji hledají, neboť je prostor galerie určitým způsobem před každodenními zraky kolemjdoucích „utajen“.[1]

„Vnímání“ bylo Šépkovo přínosem k všeobecné diskusi na téma, jak lidé vnímají (nebo spíše nevnímají) dominantní či skrytá místa nepříliš vzdálená od sebe, jež mají společný atribut – společenský a kulturní zážitek. Smyslem tohoto architektova neotřelého experimentu bylo především zamyšlení a diskuse o těchto tématech jakož i nabourání stereotypního vnímání obdobných hodnot.

### Prostory instalace
Architekt Jan Šépka zvolil pro svůj záměr dva prostory:
- Tím prvním byl pod otevřeným nebem zbudovaný dřevěný kruhový prostor, kterým na dobu tří týdnů vizuálně „odřízl“ barokní Samsonovu kašnu od Náměstí Přemysla Otakara II.[1] Tím vytvořil pro kašnu do té doby nezvyklé neutrální, klidné až „intimní“ pozadí a zároveň ji tím akcentoval jako šperk na černém sametu ve výstavní vitríně.[1][3]
- Druhým prostorem pak bylo první patro českobudějovického Domu umění, kde v interiéru zdejší galerie byla pro návštěvníky vymezena (taktéž pomocí dřevěných materiálů) kruhová cesta.[1]

Oba kruhové prostory byly spojeny co nejkratší jedenkráte lomenou nadzemní dřevěnou chodbou. Ta návštěvníky přivedla skrz okno v prvním podlaží galerie posléze až k sestupným schodům vedoucím ke kašně. Výrazné spojení okna Domu umění se záměrně a „provokativně“ odcizenou kašnou realizovalo nosnou ideu celého projektu a konfrontovalo tak tyto dva zdánlivě nesouvisející prostory.
Jádrem instalace „Vnímání“ nebylo pouze vytvoření neobvyklého výstavního prostoru, ale v rámci této vlastní výtvarně architektonické intervence se uskutečnily i tři debatní večery. Těch se účastnili hosté z řad odborníků, umělců, architektů i politiků. Také proběhly bloky přednášek a diskusních pořadů určených pro veřejnost, jejichž tematickou náplní byla historie a současnost českobudějovického náměstí a jeho využití jakož i obecnější otázky vztahu současného umění a architektury. Za dobu trvání (tří týdnů) celé instalace ji shlédlo přes 36 tisíc návštěvníků.

### Zdroje inspirace
Celý projekt byl inspirován podobnými počiny realizovanými v zahraničí a to například tvorbou uměleckého manželského páru Christo a Jeanne-Claude, kteří se proslavili zejména instalacemi příbuznými uměleckému směru land art, při nichž dočasně balili či zahalovali předměty denní potřeby, přírodní objekty a budovy, aby je po krátké době několika dní či týdnů opět navracely do původního stavu. Umělecký pár se v Paříži stýkal s umělci sdruženými v hnutí Nouveaux Réalistes (Noví realisté), kteří již v 60. letech 20. století začínali přemýšlet o vstupu výtvarného umění do veřejného prostoru. Dalším inspiračním zdrojem pro Šépkovo „Vnímání“ byla i díla japonského umělce Tadeshi Kawamata (* 1953) žijícího v Tokiu a v Paříži. Tento malíř a fotograf s celosvětovou působností realizuje svá díla cíleně zasazená do jejich okolí. Příkladem mohou být jeho stavební konstrukce z obložených nosníků a desek, pro jejichž výrobu se používají místně dostupné materiály. Kawamatova dočasná architektura z dřevěných latí obklopuje kostely, nemocnice, domy a opuštěné hangáry. Těmto a dalším umělcům se postupem doby podařilo přenášet umění ze sterilního prostředí galerií do živého prostoru měst a též do volné přírody.

### Dojmy autora (s odstupem času)
Když architekt Jan Šépka přijal pozvání ředitele Domu umění v Českých Budějovicích Michala Škody, dlouho galerii na rozlehlém náměstí nemohl najít. To jej přivedlo k záměru tuto instituci zviditelnit. Při dalších procházkách městem jej zaujalo množství památek – mezi nimi též Samsonova kašna. Uvědomil si, že památky lidé míjejí a vnímají je jen tak mimoděk, stereotypně. Proto ve své instalaci uzavřel kašnu do válce a propojil ji s Domem umění tak, aby každý návštěvník musel nejdřív projít domem, aby se dostal po lávce ke kašně, kde mohl strávit zdarma tolik času, kolik chtěl.
Záměr instalace (obalit kašnu a lávkou ji propojit s Domem umění) ještě před její realizací vyvolal ve veřejnosti absolutní vlnu odmítnutí, neboť to bylo nesprávně interpretováno jako snaha vytvořit na náměstí jakýsi cizorodý výrazný monumentální objekt. Architekt v té době obdržel i mnoho nepříjemných e-mailů a telefonátů. Postoj veřejnosti se ale radikálně změnil po zpřístupnění instalace, když veřejnost Šépkův záměr pochopila a na návštěvníky čekal zážitek, kdy se ocitli s kašnou o samotě, slyšeli zurčení její vody a to vše bez rušivých zvuků z okolní dopravy.
Řada teoretiků nazývala instalaci v pozitivním slova smyslu „Duchampovskou akcí“. Celkové pojetí instalace mělo ale nejblíže k pohledu ruského teoretika 20. století Viktora Šklovského, který se zabýval tím, jak něco opomíjíme a následně to nahlédneme v jiném světle a jinýma očima. Oplocení kašny válcem a pobyt s ní uvnitř válce měl divákovi zajistit nový zážitek a to byl i cíl instalace „Vnímání“.